# بويسفيل (ويسكونسن)
بويسفيل (بالإنجليزية: Boyceville, Wisconsin)‏ هي قرية تقع في الولايات المتحدة في مقاطعة دون. يقدر عدد سكانها بـ 1,086 نسمة ومساحتها 10.08 كم2 وترتفع عن سطح البحر 288 متر.

## التركيبة السكانية
قام مكتب تعداد الولايات المتحدة بتحديد بيانات التركيبة السكانية لبويسفيل في تعداد الولايات المتحدة. في ما يلي، التركيبة السكانية حسب تعدادي 2000 و2010.

### تعداد عام 2000
بلغ عدد سكان بوي ريفير 38 نسمة بحسب تعداد عام 2000، وبلغ عدد الأسر 18 أسرة وعدد العائلات 9 عائلة مقيمة في المدينة. في حين سجلت الكثافة السكانية 89.0 نسمة لكل ميل مربع (34.4/كم2). وبلغ عدد الوحدات السكنية 27 وحدة بمتوسط كثافة قدره 63.2 نسمة لكل ميل مربع (24.4/كم2).
وتوزع التركيب العرقي للمدينة بنسبة 84.21% من البيض و 13.16% من الأمريكيين الأصليين و 2.63% من عرقين مختلطين أو أكثر.
بلغ عدد الأسر 18 أسرة كانت نسبة 22.2% منها لديها أطفال تحت سن الثامنة عشر تعيش معهم، وبلغت نسبة الأزواج القاطنين مع بعضهم البعض 27.8% من أصل المجموع الكلي للأسر، ونسبة 16.7% من الأسر كان لديها معيلات من الإناث دون وجود شريك، وكانت نسبة 50.0% من غير العائلات. تألفت نسبة 50.0% من أصل جميع الأسر من أفراد ونسبة 27.8% كانوا يعيش معهم شخص وحيد يبلغ من العمر 65 عاماً فما فوق. وبلغ متوسط حجم الأسرة المعيشية 3.11، أما متوسط حجم العائلات فبلغ 2.11.
بلغ العمر الوسطي للسكان 41 عاماً. وكانت نسبة 28.9% من القاطنين تحت سن الثامنة عشر، وكانت نسبة 7.9% بين الثامنة عشر والأربعة وعشرون عاماً، ونسبة 21.1% كانت واقعةً في الفئة العمرية ما بين الخامسة والعشرون حتى والأربعة وأربعون عاماً، ونسبة 18.4% كانت ما بين الخامسة والأربعون حتى الرابعة والستون، ونسبة 23.7% كانت ضمن فئة الخامسة والستون عاماً فما فوق. يوجد لكل 100 أنثى 90.0 ذكر، ويوجد لكل 100 أنثى في الثامنة عشر من عمرها فما فوق 68.8 ذكر.
بلغ متوسط دخل الأسرة في المدينة 13,125 دولار، أما متوسط دخل العائلة فبلغ 43,125 دولار. وكان متوسط دخل الذكور 24,375 دولار مقابل 21,250 دولار للإناث. وسجل دخل الفرد الخاص بالمدينة 10,556 دولار. ولم يكن هناك عوائل تحت خط الفقر، وكانت نسبة 24.0% من غير العوائل تحت خط الفقر،

### تعداد عام 2010
بلغ عدد سكان بويسفيل 1,086 نسمة بحسب تعداد عام 2010، وبلغ عدد الأسر 454 أسرة وعدد العائلات 295 عائلة مقيمة في القرية. في حين سجلت الكثافة السكانية 282.1 نسمة لكل ميل مربع (108.9/كم2). وبلغ عدد الوحدات السكنية 494 وحدة بمتوسط كثافة قدره 128.3 لكل ميل مربع (49.5/كم2).
وتوزع التركيب العرقي للقرية بنسبة 97.5% من البيض و 0.6% من الأمريكيين الأصليين و 0.1% من الأمريكيين ذوي الأصول الآسيوية و 0.2% من الأمريكيين الأفارقة و 0.8% من عرقين مختلطين أو أكثر.
بلغ عدد الأسر 454 أسرة كانت نسبة 34.8% منها لديها أطفال تحت سن الثامنة عشر تعيش معهم، وبلغت نسبة الأزواج القاطنين مع بعضهم البعض 46.3% من أصل المجموع الكلي للأسر، ونسبة 12.1% من الأسر كان لديها معيلات من الإناث دون وجود شريك، بينما كانت نسبة 6.6% من الأسر لديها معيلون من الذكور دون وجود شريكة وكانت نسبة 35.0% من غير العائلات. وبلغ متوسط حجم الأسرة المعيشية 2.87، أما متوسط حجم العائلات فبلغ 2.39.
بلغ العمر الوسطي للسكان 36.9 عاماً. وكانت نسبة 25% من القاطنين تحت سن الثامنة عشر، وكانت نسبة 6.7% بين الثامنة عشر والأربعة وعشرون عاماً، ونسبة 28.9% كانت واقعةً في الفئة العمرية ما بين الخامسة والعشرون حتى والأربعة وأربعون عاماً، ونسبة 25.7% كانت ما بين الخامسة والأربعون حتى الرابعة والستون، ونسبة 13.8% كانت ضمن فئة الخامسة والستون عاماً فما فوق. وتوزع التركيب الجنسي للسكان بنسبة 47.5% ذكور و52.5% إناث.